# Rhabdiopteryx alpina
Rhabdiopteryx alpina is een steenvlieg uit de familie vroege steenvliegen (Taeniopterygidae). De wetenschappelijke naam van de soort is voor het eerst geldig gepubliceerd in 1934 door Kühtreiber.